# Richard Stankiewicz
Richard Stankiewicz, né le 18 octobre 1922 à Philadelphie et mort le 27 mars 1983 à Worthington, est un artiste américain, principalement connu pour son travail de sculpteur.

## Biographie
Richard Stankiewicz est très influencé dans ses premiers travaux par les sculptures en fer soudé de Julio González, issues de sa collaboration avec Picasso. Son travail de sculpteur en sera toujours imprégné. Il rencontre Jean Tinguely à New York en 1960 et les deux artistes collaboreront un temps ensemble. En 1962, il s'installe à Worthington dans le Massachusetts où il réside le reste de sa vie.

## Œuvres
- The River Styx, 1953, Schrottmetall Collection du Lowe Art Museum de l'University of Miami.
- Sans titre, 1954, au Detroit Institute of Arts.
- Middle-Aged Couple, 1954, au Musée d'art contemporain de Chicago.
- Diving to the Bottom of the Ocean, 1958, au Centre Pompidou, Paris.
- Panel, 1955, au Centre Pompidou, Paris.

## Expositions personnelles
- Rétrospective Richard Stankiewicz - June Leaf - Robert Lax au Musée Tinguely de Bâle